# SOS
SOS (mã Morse: ... ---...; Nghe tín hiệu SOSⓘ) được sử dụng quốc tế, mà ban đầu được thành lập để sử dụng chỉ trong lĩnh vực hàng hải. Trong ký hiệu chính thức, SOS được viết với một dòng gạch chéo, để chỉ ra rằng mã Morse tương đương cho các chữ cái riêng lẻ của "SOS" được truyền dưới dạng một chuỗi ba chấm / ba dấu gạch ngang/ ba chấm liên tục, không có khoảng cách giữa các chữ cái. Trong Mã Morse quốc tế, ba dấu chấm tạo thành chữ "S" và ba dấu gạch ngang tạo thành chữ "O", vì vậy "S O S "đã trở thành một cách phổ biến để ghi nhớ thứ tự của các dấu chấm và dấu gạch ngang. (IWB, VZE, 3B, V7, IJS tạo thành các chuỗi tương đương, nhưng theo truyền thống SOS là dễ nhớ nhất.)
Mặc dù SOS chính thức chỉ là một chuỗi mã Morse đặc biệt không phải là chữ viết tắt của bất cứ thứ gì, nhưng trong cách sử dụng phổ biến, nó được liên kết với các cụm từ như "Save Our Souls" và "Save Our Ship". Hơn nữa, do được sử dụng phổ biến trong các trường hợp khẩn cấp, cụm từ "SOS" đã được sử dụng phổ biến để chỉ một cách không chính thức về một cuộc khủng hoảng hoặc nhu cầu hành động.
“SOS” có nguồn gốc từ các quy định về vô tuyến điện hàng hải của chính phủ Đức được thông qua có hiệu lực từ ngày 01 tháng 4 năm 1905. Nó đã trở thành một tiêu chuẩn trên toàn thế giới khi nó được đưa vào các quy định về dịch vụ của Công ước Máy đo vô tuyến điện quốc tế đầu tiên được ký vào ngày 03 tháng 11 năm 1906, có hiệu lực vào ngày 01 tháng 7 năm 1908, SOS là một "tín hiệu thủ tục" hoặc "prosign" Morse, được sử dụng như một dấu hiệu bắt đầu thông báo cho các đường truyền yêu cầu hỗ trợ khi sắp xảy ra thiệt hại về người hoặc mất tài sản. Các tiền tố khác được sử dụng cho sự cố cơ học, yêu cầu hỗ trợ y tế và tín hiệu cấp cứu được chuyển tiếp do một trạm khác gửi ban đầu. SOS vẫn là tín hiệu cứu nạn vô tuyến hàng hải cho đến năm 1999, khi nó được thay thế bằng Hệ thống An toàn và Ứng phó Hàng hải Toàn cầu.
“SOS” không còn được công nhận là một tín hiệu cấp cứu tiêu chuẩn có thể được sử dụng với bất kỳ phương pháp báo hiệu nào. Nó đã được sử dụng như một tín hiệu cảnh báo nguy hiểm trực quan, bao gồm ba tia sáng ngắn / ba dài / ba chớp ngắn, chẳng hạn như từ một chiếc gương sinh tồn. Trong một số trường hợp, các chữ cái riêng lẻ "S O S" đã được viết ra, ví dụ, được đóng dấu trong một bờ tuyết hoặc được tạo thành từ các tấm gỗ trên bãi biển. Thực tế là "SOS" có thể được đọc từ bên phải lên cũng như lộn ngược (như một ambigram) là một lợi thế để nhận dạng trực quan.
Một biến thể khác của “SOS” là số 505, do đó con người có thể ra hiệu từ xa bằng cách dùng 1 bàn tay giơ đủ 5 ngón lên, nắm lại thành nắm đấm và mở ra đủ 5 ngón để phát tín hiệu “SOS” cầu cứu.

## Lịch sử

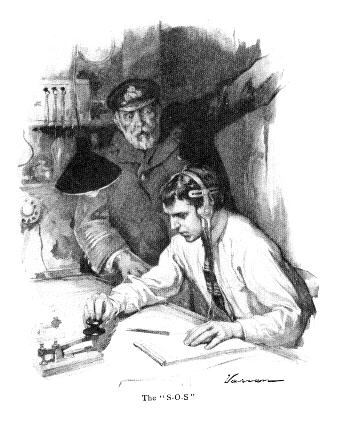
S̅O̅S̅ được giới thiệu để liên lạc vô tuyến hàng hải khẩn cấp sử dụng mã Morse.

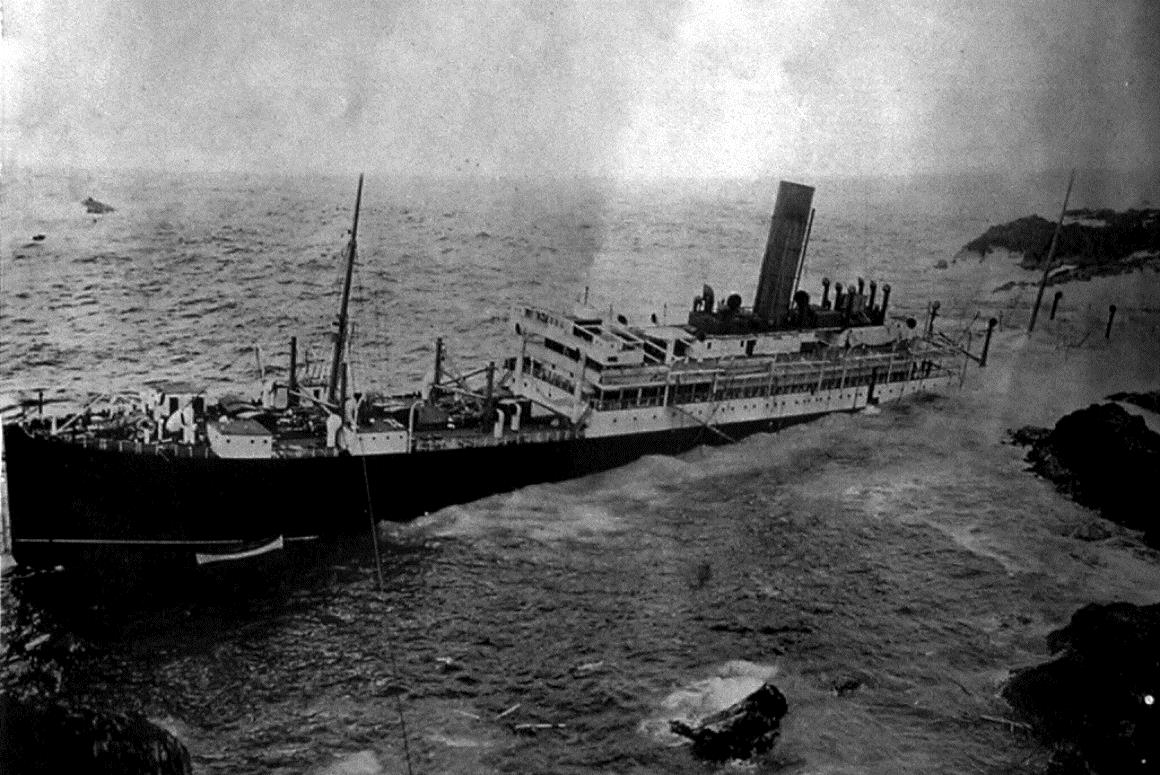
Cunard liner chụp ảnh ngày nó bị đắm vào ngày 10 Tháng 6 năm 1909; nó là con tàu được báo cáo sớm nhất đã phát đi cuộc gọi cứu nạn S̅O̅S̅.

Vô tuyến điện (ban đầu được gọi là "điện báo không dây") được phát triển vào cuối những năm 1890, và nhanh chóng được công nhận là một trợ giúp quan trọng cho thông tin liên lạc hàng hải. Trước đây, các tàu biển đã áp dụng nhiều loại tín hiệu báo hiệu sự cố bằng hình ảnh và âm thanh được tiêu chuẩn hóa, sử dụng những thứ như cờ hiệu, pháo hiệu, chuông và sương mù. Tuy nhiên, sự hợp tác ban đầu trong việc tiêu chuẩn hóa tín hiệu vô tuyến bị hạn chế bởi sự khác biệt quốc gia và sự cạnh tranh giữa các công ty vô tuyến cạnh tranh.
Năm 1903, một đại diện của Ý tại Hội nghị Sơ bộ Berlin về Điện tín Không dây, Thuyền trưởng Quintino Bonomo, đã thảo luận về sự cần thiết của các quy trình vận hành chung, trong đó có đề xuất rằng "các tàu gặp nạn... nên gửi tín hiệu SSS DDD trong khoảng thời gian vài phút ". Tuy nhiên, các câu hỏi về thủ tục nằm ngoài phạm vi của hội nghị này, vì vậy không có tín hiệu tiêu chuẩn nào được thông qua vào thời điểm đó, mặc dù Điều IV của Nghị định thư cuối cùng của hội nghị quy định rằng "Các trạm điện báo không dây, trừ khi thực tế là không thể, ưu tiên cho các cuộc gọi trợ giúp nhận được từ tàu trên biển".
Khi không có các quy định quốc tế, các tổ chức cá nhân buộc phải phát triển các thực hành của riêng họ. Trên 7 Tháng 1 năm 1904, Công ty Truyền thông Hàng hải Quốc tế Marconi ban hành "Thông tư 57", trong đó quy định rằng, đối với việc lắp đặt trên toàn thế giới của công ty, bắt đầu từ 1 Tháng 2 năm 1904 "lời kêu gọi từ các tàu gặp nạn hoặc theo bất kỳ cách nào cần hỗ trợ sẽ là 'CQD' ". Một đề xuất thay thế, được đưa ra vào năm 1906 bởi Hải quân Hoa Kỳ, cho rằng tín hiệu cờ của Bộ luật Tín hiệu Quốc tế nên được thông qua để sử dụng vô tuyến, bao gồm cả "NC", viết tắt của "Đang gặp nạn; muốn được hỗ trợ ngay lập tức".
Đức là quốc gia đầu tiên áp dụng tín hiệu báo động SOS, mà nước này gọi là tín hiệu Notzeichen, là một trong ba chuỗi mã Morse có trong quy định vô tuyến quốc gia có hiệu lực từ ngày 1 Tháng 4 năm 1905. Năm 1906, Công ước Máy đo điện tử Quốc tế đầu tiên đã họp tại Berlin, thỏa thuận được ký kết vào ngày 3 Tháng 11 năm 1906 có hiệu lực vào ngày 1 Tháng 7 năm 1908. Công ước đã thông qua một loạt các Quy định Dịch vụ, bao gồm Điều XVI, mà đọc: "Tàu bị nạn có trách nhiệm sử dụng các tín hiệu sau:mã Morse: ... ---...; lặp đi lặp lại trong khoảng thời gian ngắn".
Trong cả một Tháng 4 năm 1905 Luật pháp Đức và các quy định quốc tế năm 1906, tín hiệu cứu nạn được quy định là một chuỗi mã Morse liên tục gồm ba dấu chấm / ba dấu gạch ngang / ba chấm, không đề cập đến bất kỳ chữ cái tương đương nào. Tuy nhiên, trong International Morse, ba dấu chấm bao gồm chữ "S", và ba dấu gạch ngang chữ "O", và nó nhanh chóng trở nên phổ biến để chỉ tín hiệu cứu nạn là "S" O S ", với số ra 12 Tháng 1 năm 1907 của Electrical World nói rằng "Các tàu gặp nạn sử dụng tín hiệu đặc biệt, SOS, lặp lại trong khoảng thời gian ngắn."  (Trong mã Morse của Mỹ, được sử dụng bởi nhiều tàu ven biển ở Hoa Kỳ trong suốt phần đầu của thế kỷ XX, ba dấu gạch ngang là đại diện cho chữ số "5", vì vậy trong một số trường hợp, tín hiệu báo hiệu được gọi một cách không chính thức là "S 5 S".) 
Những con tàu đầu tiên được báo cáo là đã phát đi một cuộc gọi cứu nạn SOS là tàu Cunard liner RMS Slavonia trên 10 Tháng 6 năm 1909 khi đi thuyền Azores, và tàu hơi nước SS Arapahoe vào ngày 11 Tháng 8 năm 1909 khi ở ngoài khơi bờ biển Bắc Carolina. Tín hiệu của Arapahoe đã được trạm của United Wireless Telegraph Company tại Hatteras, North Carolina nhận được và chuyển tiếp đến các văn phòng của công ty tàu hơi nước. Tuy nhiên, có một số phản đối giữa các nhà khai thác Marconi trong việc áp dụng tín hiệu mới và muộn nhất là vào tháng 4 Năm 1912 đánh chìm RMS Titanic các nhà điều hành Marconi của con tàu đã kết hợp các cuộc gọi cứu nạn của CQD và SOS. Vì lợi ích của tính nhất quán và an toàn đường thủy, việc sử dụng cụm từ CQD dường như đã không được dùng sau đó.

## Nghĩa của SOS
Với mục đích dễ nhớ, SOS có thể được hiểu như là "Hãy cứu tàu chúng tôi" (Save our Ship), "Hãy cứu lấy những linh hồn của chúng tôi" (Save our Souls) hay "Gửi cứu trợ" (Send out Succour), “Tiếng gọi giải cứu” (“Sound of Save”), "Save Our Shelby", "Shoot Our Ship", "Sinking Our Ship", "Survivors On Shore"... thực ra, không có một ý nghĩa đặc biệt nào trong bản thân các chữ cái và hoàn toàn sai khi đặt các dấu chấm giữa các chữ cái này.
SOS được chọn đơn giản vì đây là những tín hiệu ngắn, dễ nhận biết và có thể gửi đi nhanh chóng. Khi xoay ngược lại thì từ SOS vẫn không đổi, giúp nhận diện từ khoảng cách xa như từ trên máy bay cứu nạn. Khi được phát âm, tín hiệu SOS có thể được quan sát từ xa khi người phát tín hiệu có sự thay đổi khẩu hình rõ ràng. Ý nghĩa SOS tương tự tín hiệu Mayday (tín hiệu báo nguy) 3 lần hoặc Pan-Pan.